# Ferlacher Spitze
Die Ferlacher Spitze ist ein 1742 m ü. A. hoher Berg in den Karawanken in Kärnten. Der Gipfel ist aus Schlerndolomit aufgebaut und zeigt allseits felsige Abbrüche. Er kann von der Bertahütte auf markiertem Steig erreicht werden. Über den Ferlacher Sattel ist die Ferlacher Spitze mit dem Mittagskogel verbunden.